# Соботович, Эмлен Владимирович
Эмлен Владимирович Соботович (25 ноября 1927, город Ленинград — 10 марта 2013, Киев) — советский ученый-геохимик, космохимик, радиогеохимик и радиоэколог — основатель изотопно-геохимических методов исследований литосферы, гидросферы, биосферы и космических объектов. Академик НАН Украины. Директор Института геохимии окружающей среды НАН и МЧС Украины.

## Биография
Родился 25 ноября 1927 года в Ленинграде, в семье военнослужащего.
В 1948 году окончил Ростовское-на-Дону мореходное училище.
В 1949—1954 годах учился на химическом факультете Ленинградского госуниверситета.
- кандидат химических наук (1958),
- доктор геолого-минералогических наук (1967),
- профессор (1971),
- член-корреспондент НАН Украины (1988),
- академик НАН Украины (1992).

С 1954 до 1967 года прошел путь от аспиранта до старшего научного сотрудника и исполняющего обязанности заведующего лаборатории Радиевого института АН СССР. Здесь он защитил кандидатскую диссертацию по специальности «радиохимия» и докторскую диссертацию на тему «Космохимия и геохимия изотопов свинца».
По предложению директора Института геохимии и физики минералов АН УССР академика М. П. Семененко в 1969 году Е. В. Соботович перешел работать в Киев завотделом ядерной геохимии и космохимии.
- Организатор и руководитель Отделения радиогеохимии окружающей среды — заместитель директора по научной работе Института геохимии, минералогии и рудообразования НАН Украины (1991—1995),
- директор Государственного научного центра радиогеохимии окружающей среды НАН и МЧС Украины (1995—2001),
- директор Института геохимии окружающей среды НАН и МЧС Украины (2001).

С первых дней аварии на Чернобыльской АЭС Э. В. Соботович принимал активное участие в ликвидации её последствий. Непосредственно руководил в зоне ЧАЭС научными работами и экспериментами по уменьшению выноса радиоактивных веществ в Днепр и изучению миграции радионуклидов. Все это позволило ему занять достойное место в когорте выдающихся ученых, которые обогатили науку фундаментальными трудами.
В 1991 году отдел ядерной геохимии и космохимии, возглавляемый Э. В. Соботовичем, реорганизуется в Отделение радиогеохимии окружающей среды. В 1995 году на базе этого отделения и Отделения металлогении ИГМР создается Государственный научный центр радиогеохимии окружающей среды НАН и МЧС Украины, который в 2001 году переименован в Институт геохимии окружающей среды НАН и МЧС Украины.
Непосредственно под его руководством подготовлено 4 доктора и более 25 кандидатов наук. Также он возглавляет квалификационную совет по специальности «экологическая безопасность»; геологические науки.

## Награды, звания и премии
- Заслуженный деятель науки и техники УССР (1986).
- Орденом «За заслуги» III степени (1997)
- почетным знаком МЧС Украины (1997) за активную деятельность по ликвидации последствий аварии на ЧАЭС;
- почетным знаком Госкомгеологии за заслуги в разведке недр Украины (1998),
- Государственная премию за исследования Мирового океана (2000).

## Научные труды
- В 1970 году вышла в свет первая его монография «Изотопы свинца в геохимии и космохимии».

Следующие его многочисленные труды,
- «Изотопно-геохимические методы оценки степени взаимосвязи подземных и поверхностных вод» (1977),
- «Справочник по изотопной геохимии» (1982),
- «Ранняя история Земли» (1973, 1984),
- «Физические и физико-химические методы анализа при геохимических исследованиях» (1986).

Изучал изотопный, химический и минеральный состав и структурные особенности космической пыли, метеоритов, лунного «грунта», астроблем, образцов видоизмененных пород под воздействием тунгусского феномена. Полученные данные ученый интерпретирует с точки зрения эволюции космического вещества, происхождения планет Солнечной системы, звездного нуклеосиснтеза. В процессе исследований появились труды:
- «Изотопная космохимия» (1974),
- «Космическое вещество в земной коре» (1976),
- «Космическое вещество в океанических осадках и ледниковых покровах» (1978),
- «Вещество метеоритов» (1984),
- «Происхождение метеоритов» (1985),
- «Метеориты Украины» (1987) и другие

Э. В. Соботович разработал и ввел в геологическую науку и практику достаточно надежные методы ядерной геохимии. Широко применяется разработанный им принципиально новый метод свинцово-изохронного датирования горных пород и космических образований (1963—1967). В частности, на Украине в 1961 году впервые были найдены гранитоиды возрастом 3 млрд лет. Впервые в мире для некоторых геологических образований был получен возраст более 4 млрд лет (Алдан, Антарктида).
Большое научное и практическое значение имеют работы Э. В. Соботовича в области охраны окружающей среды, в частности некоторые аспекты ликвидации последствий Чернобыльской катастрофы содержат в себе:
- Брошюра «Ядерная энергетика и окружающая среда (1988)»
- монографии «Геохимия техногенеза», «Радиогеохимия в зоне влияния Чернобыльской АЭС» (1992),
- разделы в монографии «Чернобыльская катастрофа» (1995), «Геохимия техногенных радионуклидов» (2002)

В дальнейшем основные направления его деятельности были связаны с тремя проблемами:
- реабилитация загрязненных территорий;
- радиогеохимия;
- обращение с радиоактивными отходами.

Перечень его научных работ насчитывает около 600 наименований. Под редакцией Э. В. Соботовича в Институте издается «Сборник научных трудов ИГНС», он является членом редколлегий многих научных журналов и ответственным редактором многих монографий.